# Ćelije
Ćelije (ili Ćelija) su naselje u općini Trpinja, u Vukovarsko-srijemskoj županiji.

## Zemljopis
Nalaze se na 45° 26' 19" sjeverne zemljopisne širine i 18° 48' 20" istočne zemljopisne dužine, zapadno od Bobote i južno od Klise, sjeverno od Vinkovaca, sjeverozapadno od Vukovara, a jugoistočno od Osijeka.

## Stanovništvo
Prema popisu stanovništva iz 2011. godine, naselje ima 121 stanovnika.
| broj stanovnika |       |       |       | 19    | 7     | 8     | 4     |       | 120   | 126   | 161   | 157   | 123   | 164   | 155   | 121   | 98    |
|                 | 1857. | 1869. | 1880. | 1890. | 1900. | 1910. | 1921. | 1931. | 1948. | 1953. | 1961. | 1971. | 1981. | 1991. | 2001. | 2011. | 2021. |

## Povijest
Za Ćelije se čulo najviše u vrijeme velikosrpske agresije na Hrvatsku. Budući da je ovo selo bilo na važnom strateškom opskrbnom pravcu od Osijeka do Vukovara, gradova oko kojih se sve snažnije stezao obruč snaga JNA i pobunjenih Srba, i zbog činjenice što su bile mjesto odano hrvatskim vlastima, i Ćelije su bile izložene žestokim neprijateljskim pritiscima, a od svibnja 1991. velikosrpske su snage i njih okružile. JNA je, zajedno s pobunjenim Srbima iz susjednih sela Bobote i Silaša, 4. srpnja 1991. napala Ćelije, a uvodnica je bila napad na hrvatske snage koje su dostavljale hranu i sanitetski materijal u Ćelije.

9. srpnja četnici su zauzeli Ćelije i potpuno ih spalili. Poslije su Ćelije postale poznate po masovnim grobnicama. Već 21. rujna pripadnici tzv. Teritorijalne obrane SAO SBZS, koju je predvodio srpski ratni zločinac Željko Ražnatović, bacili su u masovnu grobnicu u Ćelijama tijela 11 zatočenika iz zatvora u Dalju. 11. studenog isti su počinitelji ubili pet zarobljenih civila iz Klise, koje su bili odveli u centar za obuku u Erdutu na ispitivanje. Tijela su im bacili u masovnu grobnicu u Ćelijama.